# The Heartbeats
The Heartbeats war eine US-amerikanische Doo-Wop-Band der frühen 1950er Jahre. Sie hatte mit Songs wie A Thousand Miles Away und Everybody’s Somebody’s Fool  Charterfolge.

## Geschichte
Das Trio wurde 1953 als The Hearts gegründet. Da es bereits eine gleichnamige Gruppe gab, wurde eine Umbenennung in The Heartbeats beschlossen. Kurze Zeit später kam James „Shep“ Sheppard als Lead-Sänger hinzu. Nach der Trennung im Jahr 1959 gründete Sheppart das Trio Shep and the Limelites, Roker blieb im Musikgeschäft als Promoter, während die anderen Gruppenmitglieder anderen Berufen nachgingen.

## Diskografie

### Singles (Auswahl)
- 1956: A Thousand Miles Away
- 1956: Darling, How Long?
- 1957: I Won’t Be the Fool Anymore
- 1958: Down on My Knees
- 1959: Crazy For You
- 1959: One Million Years